# Heinz Stuy
Heinz Stuy (* 6. února 1945 Herne) je bývalý nizozemský fotbalový brankář.

## Fotbalová kariéra
V nizozemské lize hrál za SC Telstar, Ajax Amsterdam a FC Amsterdam. S Ajaxem získal třikrát mistrovský titul a třikrát nizozemský pohár. S Ajaxem Amsterdam vyhrál v letech 1971,1972 a 1973 Pohár mistrů evropských zemí.
V Poháru mistrů evropských zemí nastoupil ve 27 utkáních, v Superpoháru UEFA nastoupil ve 4 utkáních a v Interkontinentálním poháru nastoupil ve 2 utkáních.

## Ligová bilance
| Ročník             | Zápasy | Góly | Klub           |
| ------------------ | ------ | ---- | -------------- |
| Eredivisie 1964/65 | 30     | 0    | SC Telstar     |
| Eredivisie 1965/66 | 23     | 0    | SC Telstar     |
| Eredivisie 1966/67 | 32     | 0    | SC Telstar     |
| Eredivisie 1968/69 | 2      | 0    | Ajax Amsterdam |
| Eredivisie 1969/70 | 2      | 0    | Ajax Amsterdam |
| Eredivisie 1970/71 | 34     | 0    | Ajax Amsterdam |
| Eredivisie 1971/72 | 32     | 0    | Ajax Amsterdam |
| Eredivisie 1972/73 | 34     | 0    | Ajax Amsterdam |
| Eredivisie 1973/74 | 27     | 0    | Ajax Amsterdam |
| Eredivisie 1974/75 | 5      | 0    | Ajax Amsterdam |
| Eredivisie 1975/76 | 2      | 0    | Ajax Amsterdam |
| Eredivisie 1977/78 | 16     | 0    | Ajax Amsterdam |
| CELKEM Eredivisie  | 239    | 0    |                |